# A Zalaegerszegi TE FC 2006–2007-es szezonja
A Zalaegerszegi TE FC 2006–2007-es szezonja szócikk a Zalaegerszegi TE FC első számú férfi labdarúgócsapatának egy szezonjáról szól.

## Mérkőzések
| Színmagyarázat | Színmagyarázat |
| -------------- | -------------- |
|                | Győzelem.      |
|                | Döntetlen.     |
|                | Vereség.       |

### Borsodi Liga 2006–07

#### Őszi fordulók
| 1. forduló 2006. július 31. 20:00 |

| FC Fehérvár   | 2 – 3               | Zalaegerszegi TE                      |
| ------------- | ------------------- | ------------------------------------- |
| Sitku 45' 73' | (1 – 1) Jegyzőkönyv | Ljubojević 49' 80' Nagy 54' Józsi 70' |

| Sóstói Stadion, Székesfehérvár Nézőszám: 2 500 Játékvezető: Andó-Szabó Sándor (magyar) |

| 2. forduló 2006. augusztus 4. 19:00 |

| Zalaegerszegi TE          | 1 – 0               | MTK Budapest                 |
| ------------------------- | ------------------- | ---------------------------- |
| Ljubojević 5' Varga 90+2' | (1 – 0) Jegyzőkönyv | Pál 14' Horváth 46' Bori 82' |

| ZTE Aréna, Zalaegerszeg Nézőszám: 5 000 Játékvezető: Hanacsek Attila (magyar) |

| 3. forduló 2006. augusztus 18. 19:00 |

| Diósgyőr                                   | 1 – 4               | Zalaegerszegi TE                                             |
| ------------------------------------------ | ------------------- | ------------------------------------------------------------ |
| Csóka 26' (öngól) Mogyorósi 19' Rubint 53' | (1 – 2) Jegyzőkönyv | Ferenczi 2' 81' Nagy 31' 55' 32' Molnár 38' Simonfalvi 90+1' |

| DVTK-stadion, Miskolc Nézőszám: 5 000 Játékvezető: Sápi Csaba (magyar) |

| 4. forduló 2006. augusztus 26. 19:00 |

| Zalaegerszegi TE                          | 2 – 2               | Győri ETO                                                                       |
| ----------------------------------------- | ------------------- | ------------------------------------------------------------------------------- |
| Nagy 44' Ferenczi 81' (11-esből) Máté 89' | (1 – 1) Jegyzőkönyv | Bajzát 28' 32′ Virágh 61' Vincze 18' Zsók 27' Jäkl 52' Hanák 57' Stevanović 88' |

| ZTE Aréna, Zalaegerszeg Nézőszám: 7 000 Játékvezető: Török Károly (magyar) |

| 5. forduló 2006. szeptember 9. 15:00 |

| Újpest       | 0 – 1               | Zalaegerszegi TE |
| ------------ | ------------------- | ---------------- |
| Mészáros 82' | (0 – 0) Jegyzőkönyv | Sebők J. 61' 38' |

| Budai II László Stadion, Budapest Nézőszám: 4 000 Játékvezető: Vad II. István (magyar) |

| 6. forduló 2006. szeptember 16. 19:00 |

| Zalaegerszegi TE                                | 3 – 0               | Rákospalotai EAC                 |
| ----------------------------------------------- | ------------------- | -------------------------------- |
| Máté 29' Tóth 34' Sebők V. 47' 10' Sebők J. 17' | (2 – 0) Jegyzőkönyv | Torma 18' Török 24' Földvári 63' |

| ZTE Aréna, Zalaegerszeg Nézőszám: 5 000 Játékvezető: Szabó Zsolt (magyar) |

| 7. forduló 2006. szeptember 25. 18:00 |

| Budapest Honvéd | 1 – 2               | Zalaegerszegi TE                      |
| --------------- | ------------------- | ------------------------------------- |
| Koós 10' 31'    | (1 – 0) Jegyzőkönyv | Francišković 82' Waltner 88' Máté 25' |

| Béke téri stadion, Budapest Nézőszám: 1 500 Játékvezető: Bede Ferenc (magyar) |

| 8. forduló 2006. október 2. 18:00 |

| FC Sopron              | 1 – 2               | Zalaegerszegi TE                             |
| ---------------------- | ------------------- | -------------------------------------------- |
| Feczesin 82' Lekić 17' | (0 – 1) Jegyzőkönyv | Sebők J. 33' Botis 84' Nagy 38' Sebők V. 51' |

| Káposztás utcai Stadion, Sopron Nézőszám: 2 800 Játékvezető: Megyebíró János (magyar) |

| 9. forduló 2006. október 14. 18:00 |

| Zalaegerszegi TE                                          | 4 – 1               | Pécsi MFC                                                          |
| --------------------------------------------------------- | ------------------- | ------------------------------------------------------------------ |
| Sebők J. 32' 84' Ferenczi 55' (11-esből) Simonfalvi 90+1' | (1 – 0) Jegyzőkönyv | Kulcsár 58' (11-esből) Szekeres 65' Nógrádi 65' Finta 73' Pest 88′ |

| ZTE Aréna, Zalaegerszeg Nézőszám: 6 000 Játékvezető: Szilasi Szabolcs (magyar) |

| 10. forduló 2006. október 21. 14:30 |

| Paksi FC                                                          | 2 – 0               | Zalaegerszegi TE |
| ----------------------------------------------------------------- | ------------------- | ---------------- |
| Buzás 50' Kiss 69' Horváth 2' Salamon 3' Molnár 60' Montvai 90+1' | (0 – 0) Jegyzőkönyv |                  |

| Fehérvári úti stadion, Paks Nézőszám: 2 000 Játékvezető: Szabó Zsolt (magyar) |

| 11. forduló 2006. október 30. 18:00 |

| Zalaegerszegi TE                 | 1 – 0               | Vasas               |
| -------------------------------- | ------------------- | ------------------- |
| Fehér 58' (öngól) Ljubojević 89' | (0 – 0) Jegyzőkönyv | Nagy 12' Pandur 29' |

| ZTE Aréna, Zalaegerszeg Nézőszám: 4 500 Játékvezető: Solymosi Péter (magyar) |

| 12. forduló 2006. november 4. 17:00 |

| Kaposvári Rákóczi                                      | 3 – 1               | Zalaegerszegi TE                  |
| ------------------------------------------------------ | ------------------- | --------------------------------- |
| Oláh 6' 42' André Alves 70' Kovácsevics 38' Šuljić 60' | (2 – 0) Jegyzőkönyv | Waltner 69' Sebők J. 32' Tóth 72' |

| Rákóczi Stadion, Kaposvár Nézőszám: 1 000 Játékvezető: Arany Tamás (magyar) |

| 13. forduló 2006. november 11. 17:00 |

| Zalaegerszegi TE           | 1 – 1               | Dunakanyar-Vác                          |
| -------------------------- | ------------------- | --------------------------------------- |
| Waltner 39' 90+1' Nagy 51' | (1 – 0) Jegyzőkönyv | Vén 56' Kovács 27' Szabó 50' Farkas 73' |

| ZTE Aréna, Zalaegerszeg Nézőszám: 3 000 Játékvezető: Bognár Tamás (magyar) |

| 14. forduló 2006. november 18. 15:00 |

| Debreceni VSC              | 3 – 1               | Zalaegerszegi TE |
| -------------------------- | ------------------- | ---------------- |
| Zsolnai 11' 13' Sidibe 86' | (2 – 1) Jegyzőkönyv | Józsi 26'        |

| Oláh Gábor utcai stadion, Debrecen Nézőszám: 7 500 Játékvezető: Andó-Szabó Sándor (magyar) |

| 15. forduló 2006. november 25. 15:00 |

| Zalaegerszegi TE               | 1 – 0               | FC Tatabánya       |
| ------------------------------ | ------------------- | ------------------ |
| Francišković 90+9' Sebők V. 7' | (0 – 0) Jegyzőkönyv | Nečas 16' Mile 61' |

| ZTE Aréna, Zalaegerszeg Nézőszám: 3 000 Játékvezető: Mészáros István (magyar) |

| 16. forduló 2006. december 1. 19:00 |

| Zalaegerszegi TE                                | 2 – 1               | FC Fehérvár                                  |
| ----------------------------------------------- | ------------------- | -------------------------------------------- |
| Nagy 29' Ferenczi 68' 12' Sebők J. 9' Botis 54' | (1 – 1) Jegyzőkönyv | Sitku 10' (11-esből) Fekete 22' Kuttor 90+2' |

| ZTE Aréna, Zalaegerszeg Nézőszám: 5 000 Játékvezető: Bede Ferenc (magyar) |

| 17. forduló 2006. december 8. 19:00 |

| MTK Budapest            | 2 – 0               | Zalaegerszegi TE                  |
| ----------------------- | ------------------- | --------------------------------- |
| Czvitkovics 49' Pál 88' | (0 – 0) Jegyzőkönyv | Molnár 45' Sebők V. 50' Botis 74' |

| Hidegkuti Nándor Stadion, Budapest Nézőszám: 1 000 Játékvezető: Szabó Zsolt (magyar) |

#### Tavaszi fordulók
| 18. forduló 2007. február 24. 15:00 |

| Zalaegerszegi TE                       | 2 – 2               | Diósgyőr                                                   |
| -------------------------------------- | ------------------- | ---------------------------------------------------------- |
| Máté 26' Rubint 41' (öngól) Molnár 86' | (2 – 2) Jegyzőkönyv | Halgas 24' 24' Simon 27' Elek 32' Farkas 87' Vitelki 90+1' |

| ZTE Aréna, Zalaegerszeg Nézőszám: 4 000 Játékvezető: Szilasi Szabolcs (magyar) |

| 19. forduló 2007. március 3. 15:00 |

| Győri ETO                                                               | 2 – 1               | Zalaegerszegi TE                             |
| ----------------------------------------------------------------------- | ------------------- | -------------------------------------------- |
| Brnović 37' Bajzát 44' 24' Jäkl 12' Kovács 15′, 75′ Kiss 66' Tokody 87′ | (2 – 0) Jegyzőkönyv | Sebők V. 76' Kocsárdi 20' Máté 26' Dianu 81' |

| Ménfői úti stadion, Győr Nézőszám: 500 Játékvezető: Vad II. István (magyar) |

| 20. forduló 2007. március 12. 18:00 |

| Zalaegerszegi TE                           | 2 – 0               | Újpest   |
| ------------------------------------------ | ------------------- | -------- |
| Francišković 48' Waltner 79' Dovičovič 82' | (0 – 0) Jegyzőkönyv | Tóth 12' |

| ZTE Aréna, Zalaegerszeg Nézőszám: 3 500 Játékvezető: Solymosi Péter (magyar) |

| 21. forduló 2007. március 17. 15:00 |

| Rákospalotai EAC                                   | 2 – 1               | Zalaegerszegi TE                                   |
| -------------------------------------------------- | ------------------- | -------------------------------------------------- |
| Torma 4' 12' Illyés 56' Somorjai 83' Horváth 90+2' | (2 – 0) Jegyzőkönyv | Waltner 85' Botis 46' Francišković 71' Lekic 90+2' |

| Budai II László Stadion, Budapest Nézőszám: 800 Játékvezető: Iványi Zoltán (magyar) |

| 22. forduló 2007. április 2. 18:00 |

| Zalaegerszegi TE                                                                                         | 3 – 2               | Budapest Honvéd                                                                          |
| --- | ------------------- | ---------------------------------------------------------------------------------------- |
| Waltner 44' (11-esből) 45' (11-esből) 46' Lekic 75' Koplárovics 21′, 34′ Molnár 52' Lipčák 69' Dianu 77' | (2 – 1) Jegyzőkönyv | Ivancsics 21' 31' Genito 89' Tomić 45' Szabó 52' Benjamin 56' Hercegfalvi 77′ Pomper 82' |

| ZTE Aréna, Zalaegerszeg Nézőszám: 4 000 Játékvezető: Kassai Viktor (magyar) |

| 23. forduló 2007. április 7. 17:00 |

| Zalaegerszegi TE     | 1 – 3               | FC Sopron                                    |
| -------------------- | ------------------- | -------------------------------------------- |
| Lekic 37' Lipčák 30' | (1 – 2) Jegyzőkönyv | Feczesin 17' 31' Cigan 76' Lázár 61' Rus 75' |

| ZTE Aréna, Zalaegerszeg Nézőszám: 5 500 Játékvezető: Arany Tamás (magyar) |

| 24. forduló 2007. április 14. 17:00 |

| Pécsi MFC                      | 1 – 1               | Zalaegerszegi TE |
| ------------------------------ | ------------------- | ---------------- |
| Nógrádi 79' Pest 65' Varga 90' | (0 – 1) Jegyzőkönyv | Waltner 4'       |

| PMFC Stadion, Pécs Nézőszám: 1 400 Játékvezető: Sápi Csaba (magyar) |

| 25. forduló 2007. április 21. 18:00 |

| Zalaegerszegi TE                                                | 4 – 0               | Paksi FC                         |
| --------------------------------------------------------------- | ------------------- | -------------------------------- |
| Waltner 7' Salamon 11' (öngól) Józsi 23' Dovičovič 73' Kádár 8' | (3 – 0) Jegyzőkönyv | Mészáros 20' Böde 38' Molnár 73' |

| ZTE Aréna, Zalaegerszeg Nézőszám: 3 000 Játékvezető: Szilasi Szabolcs (magyar) |

| 26. forduló 2007. április 28. 16:00 |

| Vasas                                          | 4 – 0               | Zalaegerszegi TE                                   |
| ---------------------------------------------- | ------------------- | -------------------------------------------------- |
| Lázok 20' 69' Németh 28' Kincses 64' Fehér 37' | (2 – 0) Jegyzőkönyv | Kocsárdi 21' Molnár 21′ Simonfalvi 45' Waltner 49' |

| Illovszky Rudolf Stadion, Budapest Nézőszám: 1 500 Játékvezető: Fábián Mihály (magyar) |

- A jegyzőkönyv nem tünteti fel a gólszerzőket.

| 27. forduló 2007. május 7. 18:00 |

| Zalaegerszegi TE                                                  | 2 – 1               | Kaposvári Rákóczi              |
| ----------------------------------------------------------------- | ------------------- | ------------------------------ |
| Waltner 33' Ljubojević 40' 81' Dianu 60′ Ludánszki 65' Besnik 88' | (2 – 1) Jegyzőkönyv | Zahorecz 12' Mező 35' Grúz 86' |

| ZTE Aréna, Zalaegerszeg Nézőszám: 2 800 Játékvezető: Pánczél Krisztián (magyar) |

- A jegyzőkönyvből nem derülnek ki a gólszerzők.

| 28. forduló 2007. május 12. 18:00 |

| Dunakanyar-Vác | 0 – 5               | Zalaegerszegi TE                             |
| -------------- | ------------------- | -------------------------------------------- |
|                | (0 – 2) Jegyzőkönyv | Waltner 17' 42' 88' Ludánszki 85' Máté 90+1' |

| Ligeti Stadion, Vác Nézőszám: 500 Játékvezető: Bognár Tamás (magyar) |

| 29. forduló 2007. május 18. 19:00 |

| Zalaegerszegi TE    | 0 – 1               | Debreceni VSC                       |
| ------------------- | ------------------- | ----------------------------------- |
| Csóka 63' Varga 80' | (0 – 0) Jegyzőkönyv | Leandro 51' Vukmir 54' Sztojkov 80' |

| ZTE Aréna, Zalaegerszeg Nézőszám: 3 500 Játékvezető: Szabó Zsolt (magyar) |

| 30. forduló 2007. május 26. 18:00 |

| FC Tatabánya                  | 0 – 3               | Zalaegerszegi TE                       |
| ----------------------------- | ------------------- | -------------------------------------- |
| Filó 52' Vámosi 70' Weisz 80′ | (0 – 1) Jegyzőkönyv | Balázs 21' 63' Kocsárdi 81' (11-esből) |

| Városi Stadion, Tatabánya Nézőszám: 2 000 Játékvezető: Fábián Mihály (magyar) |

#### A bajnokság végeredménye
| #  | Csapat            | J  | Gy | D  | V  | Rg | Kg | Gk  | P  | Megjegyzés      |
| -- | ----------------- | -- | -- | -- | -- | -- | -- | --- | -- | --------------- |
| 1  | Debreceni VSC     | 30 | 22 | 3  | 5  | 63 | 21 | +42 | 69 | Bajnokok ligája |
| 2  | MTK Budapest      | 30 | 19 | 4  | 7  | 61 | 33 | +28 | 61 | UEFA-kupa       |
| 3  | Zalaegerszegi TE  | 30 | 17 | 4  | 9  | 54 | 38 | +16 | 55 |                 |
| 4  | Újpest            | 30 | 15 | 4  | 11 | 39 | 32 | +7  | 46 | [ 3 ]           |
| 5  | Vasas             | 30 | 13 | 6  | 11 | 43 | 41 | +2  | 45 |                 |
| 6  | FC Fehérvár       | 30 | 13 | 5  | 12 | 45 | 43 | +2  | 44 |                 |
| 7  | Kaposvári Rákóczi | 30 | 12 | 5  | 13 | 40 | 36 | +4  | 41 |                 |
| 8  | Budapest Honvéd   | 30 | 11 | 8  | 11 | 48 | 43 | +5  | 41 | UEFA-kupa       |
| 9  | Diósgyőr          | 30 | 11 | 5  | 14 | 40 | 52 | -12 | 38 |                 |
| 10 | FC Sopron         | 30 | 11 | 4  | 15 | 33 | 46 | -13 | 37 |                 |
| 11 | Paksi FC          | 30 | 10 | 7  | 13 | 34 | 38 | -4  | 37 |                 |
| 12 | FC Tatabánya      | 30 | 11 | 3  | 16 | 46 | 58 | -12 | 36 |                 |
| 13 | Győri ETO         | 30 | 9  | 8  | 13 | 37 | 43 | -6  | 35 |                 |
| 14 | Rákospalotai EAC  | 30 | 9  | 7  | 14 | 42 | 55 | -13 | 34 |                 |
| 15 | Pécsi MFC         | 30 | 7  | 12 | 11 | 31 | 41 | -10 | 33 | Kieső           |
| 16 | Dunakanyar-Vác    | 30 | 4  | 7  | 19 | 21 | 57 | -36 | 19 | Kieső           |

1. ↑  A Bajnokok Ligája selejtezőjének második körébe jut
2. ↑  Az UEFA-kupa selejtezőjének első fordulójába jut
3. ↑  az Újpest FC 3 pont levonást kapott
4. ↑  Az UEFA-kupa selejtezőjének első fordulójába jut (Magyar Kupa győztesként)

#### Eredmények összesítése
Az alábbi táblázatban összesítve szerepelnek a Zalaegerszegi TE FC 2006/07-es bajnokságban elért eredményei.
| Ősz/tavasz (forduló)    | Otthon | Otthon | Otthon | Otthon | Otthon | Otthon | Otthon | Idegenben | Idegenben | Idegenben | Idegenben | Idegenben | Idegenben | Idegenben |
| Ősz/tavasz (forduló)    | M      | GY     | D      | V      | LG–KG  | GK     | P      | M         | GY        | D         | V         | LG–KG     | GK        | P         |
| ----------------------- | ------ | ------ | ------ | ------ | ------ | ------ | ------ | --------- | --------- | --------- | --------- | --------- | --------- | --------- |
| Őszi szezon (1–15.)     | 8      | 6      | 2      | 0      | 15–5   | +10    | 20     | 9         | 5         | 0         | 4         | 14–15     | –1        | 15        |
| Tavaszi szezon (16–30.) | 7      | 4      | 1      | 2      | 14–9   | +5     | 13     | 6         | 2         | 1         | 3         | 11–9      | +2        | 7         |
| Összesen (1–30.)        | 15     | 10     | 3      | 2      | 29–14  | +15    | 33     | 15        | 7         | 1         | 7         | 25–24     | +1        | 22        |

#### Helyezések fordulónként
| Forduló  | 1  | 2  | 3  | 4 | 5  | 6  | 7  | 8  | 9  | 10 | 11 | 12 | 13 | 14 | 15 | 16 | 17 | 18 | 19 | 20 | 21 | 22 | 23 | 24 | 25 | 26 | 27 | 28 | 29 | 30 |
| -------- | -- | -- | -- | - | -- | -- | -- | -- | -- | -- | -- | -- | -- | -- | -- | -- | -- | -- | -- | -- | -- | -- | -- | -- | -- | -- | -- | -- | -- | -- |
| Helyszín | I  | O  | I  | O | I  | O  | I  | I  | O  | I  | O  | I  | O  | I  | O  | O  | I  | O  | I  | O  | I  | O  | O  | I  | O  | I  | O  | I  | O  | I  |
| Eredmény | GY | GY | GY | D | GY | GY | GY | GY | GY | V  | GY | V  | D  | V  | GY | GY | V  | D  | V  | GY | V  | GY | V  | D  | GY | V  | GY | GY | V  | GY |
| Helyezés | 5  | 2  | 1  | 1 | 2  | 2  | 1  | 1  | 1  | 2  | 1  | 2  | 2  | 2  | 2  | 2  | 3  | 3  | 3  | 3  | 3  | 3  | 4  | 4  | 3  | 4  | 3  | 3  | 3  | 3  |

Helyszín: O = Otthon; I = Idegenben. Eredmény: GY = Győzelem; D = Döntetlen; V = Vereség.

### Magyar kupa
4. forduló
| 2006. október 25. 18:00 |

| Hévíz FC             | 0 – 4       | Zalaegerszegi TE            |
| -------------------- | ----------- | --------------------------- |
| Kónya 18′ Kállai 55' | Jegyzőkönyv | Máté Ferenczi Waltner Sebők |

|  |

Nyolcaddöntő
| 2006. november 8. 17:30 |

| Zalaegerszegi TE                                          | 1 – 0       | Rákospalotai EAC |
| --------------------------------------------------------- | ----------- | ---------------- |
| Ferenczi Máté 39' Sebők J. 41′, 44′ Botis 45' Lendvai 62' | Jegyzőkönyv | Kovács 88'       |

| ZTE Aréna, Zalaegerszeg |

| 2006. november 22. 12:00 |

| Rákospalotai EAC                                                                    | 4 – 3       | Zalaegerszegi TE                         |
| ----------------------------------------------------------------------------------- | ----------- | ---------------------------------------- |
| Torma 34' Pusztai Nagy Kapcsos 38' Bárányos 45′, 45′ Horváth 53' Makra 90+1′, 90+5′ | Jegyzőkönyv | Waltner Ferenczi Kocsárdi 76' Molnár 87' |

| Budai II László Stadion, Budapest |

- Idegenben lőtt több góllal a Zalaegerszegi TE FC jutott tovább.

Negyeddöntő
| 2007. március 21. 17:00 |

| Diósgyőr                    | 2 – 1               | Zalaegerszegi TE             |
| --------------------------- | ------------------- | ---------------------------- |
| Simon 29' 46' Kéthévoama 2' | (1 – 0) Jegyzőkönyv | Waltner 80' Botis 77′, 90+1′ |

| DVTK-stadion, Miskolc Nézőszám: 3 500 Játékvezető: Arany Tamás (magyar) |

| 2007. április 11. 18:00 |

| Zalaegerszegi TE                                   | 3 – 3               | Diósgyőr                                                   |
| -------------------------------------------------- | ------------------- | ---------------------------------------------------------- |
| Ljubojević 8' Lekic 52' 62' Waltner 62' Molnár 25' | (1 – 3) Jegyzőkönyv | Douva 6' 32' Simon 17' Haman 40' Huszák 66' Kéthévoama 85' |

| ZTE Aréna, Zalaegerszeg Nézőszám: 2 000 Játékvezető: Bognár Tamás (magyar) |